# Die Leiden des jungen Werthers (Film)
Die Leiden des jungen Werthers ist eine DEFA-Verfilmung des gleichnamigen Romans von Johann Wolfgang von Goethe.

## Handlung
Lotte ist mit Albert verlobt, als der junge Werther auf einem Ball sich in sie verliebt. Werther wirbt um Lotte, wird jedoch abgewiesen. Er arbeitet in einer Anwaltskanzlei, kann jedoch Lotte nicht vergessen. Lotte heiratet Albert, doch Werther gibt nicht auf, das Herz von Lotte zu gewinnen. Lotte selbst schwankt zwischen Albert und Werther, kann sich jedoch aufgrund der gesellschaftlichen Konventionen nicht zu einer Trennung von Albert entschließen. Lotte weist Werther endgültig ab und dieser nimmt sich das Leben.

## Kritiken
- Lexikon des internationalen Films: Das Scheitern dieser Leidenschaft wird in einen gesellschaftlichen Kontext voller Widersprüche gestellt, der der schicksalhaften Begegnung zwischen Werther und Lotte eine andere Dimension als nur die private verleihen soll. Eine sorgfältige Inszenierung, deren künstlerischer Eigenwille ein aufmerksames Publikum verlangt.